# 日本国憲法第97条
日本国憲法 第97条（にほんこくけんぽう だい97じょう）は、日本国憲法の第10章にある条文で、基本的人権について規定している。

## 条文
「日本国憲法」（e-Gov法令検索）

第九十七条この憲法が日本国民に保障する基本的人権は、人類の多年にわたる自由獲得の努力の成果であつて、これらの権利は、過去幾多の試錬に堪へ、現在及び将来の国民に対し、侵すことのできない永久の権利として信託されたものである。

## 解説
国民の基本的人権保障を述べるとともに、国民の基本的人権の硬性憲法の建前（96条）から派生する憲法の形式的最高法規性（98条）による実質的な根拠とされる条文。

### 日本国憲法第11条との内容の重複に関して
この条文は第3章の第11条と内容の重複があるとの主張がある。実際に「国民に保障する基本的人権は」「侵すことのできない永久の権利として」「現在及び将来の国民に」といった文言が重複している（なお、重複以降は、11条は「与えられる。」、97条は「信託されたものである。」で終わる）。
憲法学者の宮澤俊義は、この内容を書くならば第3章に置かれるべきだった、とこの条文の配置を批判しており、マッカーサー草案では人権宣言の最初におかれていたのが最高法規の章に移されてしまい、どう考えても体裁として筋がとおらない、と主張している。
GHQと日本国憲法の条文についての交渉にあたっていた佐藤達夫法制局第一部長の手記では、97条成立の経緯が次のように述べられている。97条の位置が所を得ていないとの批判もあるが、この条文の内容はGHQの出したマッカーサー草案の「第3章 人民ノ権利及義務」にある10条に由来する。GHQとの交渉の過程で、このままでは議会で批判が予想され、かつ当時は憲法立案と総司令部との関係は明かせないため弁明困難であるため、とてもこれでは日本の法文の体をなさないと説明して、当該条文を削除する方向で話がまとまりかけた。ところがGHQ側の中で中座していた者が戻ってきて、マッカーサーの次に影響力があったコートニー・ホイットニー民政局長による自筆の条文であるので、後の章にでも良いから残してくれと懇望があった。それならばと10章に移すことになった。そうなると、用意していた第10条第2項（現在の第11条の後段にあたる）は重複するので削除した。総司令部側でその後にまとめた英文ではそれが残っていた。よほど整理を申し出ようかと思ったが蒸し返すと交渉の全体に問題が出るかもしれないということで、とにかく無害なのだからとそのままにすることになった。佐藤はまた回顧として次のようにも述べている。マッカーサー草案の10条を入れるのであれば素直に第3章に入れておくべきだったかと頭に残った。しかし、この第97条の説明としては、基本的人権こそ憲法の核心なのでこの条文は、まさに実質的な意味での最高法規性につながる、ということで当時から今まで一貫してきた。こだわりはあるが、もはやこの条文は、“時と経験の坩堝”のなかで、第10章に溶けこんでいる。
以上の経緯を前提にすると、もし重複を解消するとしたら、すべきなのは11条の方ということになるが、97条は不要な条文であるとする見解もある。

## 沿革

### 大日本帝国憲法
なし

### 憲法改正要綱
なし

### GHQ草案
「GHQ草案」（日本国憲法の誕生）

#### 日本語
第十条
此ノ憲法ニ依リ日本国ノ人民ニ保障セラルル基本的人権ハ人類ノ自由タラントスル積年ノ闘争ノ結果ナリ時ト経験ノ坩堝ノ中ニ於テ永続性ニ対スル厳酷ナル試練ニ克ク耐ヘタルモノニシテ永世不可侵トシテ現在及将来ノ人民ニ神聖ナル委託ヲ以テ賦与セラルルモノナリ

#### 英語
Article X.
The fundamental human rights by this Constitution guaranteed to the people of Japan result from the age-old struggle of man to be free. They have survived the exacting test for durability in the crucible of time and experience, and are conferred upon this and future generations in sacred trust, to be held for all time inviolate.

### 憲法改正草案要綱
「憲法改正草案要綱」（日本国憲法の誕生）

第九十四
此ノ憲法ノ日本国民ニ保障スル基本的人権ハ人類ノ多年ニ亙ル自由獲得ノ努力ノ成果ニシテ、此等ノ権利ハ過去幾多ノ試錬ニ堪へ現在及将来ノ国民ニ対シ永劫不磨ノモノトシテ賦与セラレタルモノトスルコト
天皇又ハ摂政及国務大臣、両議院ノ議員、裁判官其ノ他ノ公務員ハ此ノ憲法ヲ尊重擁護スルノ義務ヲ負フコト

### 憲法改正草案
「憲法改正草案」（日本国憲法の誕生）

第九十三条
この憲法が日本国民に保障する基本的人権は、人類の多年にわたる自由獲得の努力の成果であつて、これらの権利は、過去幾多の試錬に堪へ、現在及び将来の国民に対し、侵すことのできない永久の権利として信託されたものである。

## 関連条文
- 日本国憲法第11条
- 日本国憲法第12条: 保持する人権を国民自身が権力から守り維持する義務、濫用の禁止
- 日本国憲法第98条: 憲法の最高法規性、条約・国際法規の遵守
- 日本国憲法第99条: 天皇・摂政と公務員の憲法尊重擁護の義務